# Louredo (Amarante)
Louredo is een plaats (freguesia) in de Portugese gemeente Amarante en telt 655 inwoners (2001).